# 象鼻鉤嘴鰨
象鼻鉤嘴鰨為輻鰭魚綱鰈形目鰨亞目鰨科的其中一種，分布於東南大西洋茅利塔尼亞至安哥拉南部半鹹水、海域，棲息深度5-37公尺，體長可達10公分，棲息在底層水域，生活習性不明，可做為食用魚。

## 扩展阅读
維基物種上的相關：象鼻鉤嘴鰨